# Ossé
Ossé är en kommun i departementet Ille-et-Vilaine i regionen Bretagne i nordvästra Frankrike. Kommunen ligger i kantonen Châteaubourg som tillhör arrondissementet Fougères-Vitré. År 2018 hade Ossé 1 259 invånare.

## Befolkningsutveckling
Antalet invånare i kommunen Ossé
Referens:INSEE